# Polskie Pismo Entomologiczne
Polskie Pismo Entomologiczne (ang. Polish Journal of Entomology), PL ISSN 0032-3780 – kwartalnik naukowy, entomologiczny, wydawany przez Polskie Towarzystwo Entomologiczne od 1922 roku. Publikuje (obecnie w języku angielskim) prace naukowe o tematyce entomologicznej oraz obszaru całego świata. Jest indeksowane w Zoological Record, Entomological Abstracts, Biological Abstracts i New Entomological Taxa i innych bazach danych.
Obecnie redakcja czasopisma mieści się w Lublinie (od 2014 r.).
Editorial Board:
- prof. Bernard Staniec
- prof Halina Kucharczyk

Editorial Advisory Board
- Prof. Jarosław Buszko (Toruń)
- Zdeněk Laštůvka (Brno, Czechy)
- Prof. Anna Liana (Warszawa)
- prof. Charles D. Michener (Lawrence, USA)
- Adam Ślipiński (Canberra, Australia)
- Marek Wanat (Wrocław)

Redaktorzy naczelni:
- prof. dr hab. Józef Banaszak (od 2006)